# Pullay
Pullay is een gemeente in het Franse departement Eure (regio Normandië) en telt 353 inwoners (1999). De plaats maakt deel uit van het arrondissement Évreux.

## Geografie
De oppervlakte van Pullay bedraagt 12,1 km², de bevolkingsdichtheid is 29,2 inwoners per km².
De onderstaande kaart toont de ligging van Pullay met de belangrijkste infrastructuur en aangrenzende gemeenten.

## Demografie
Onderstaande figuur toont het verloop van het inwonertal (bron: INSEE-tellingen).